# Torneo WTA de Kuala Lumpur
El Torneo de Kuala Lumpur (conocido por razones de patrocinio como BMW Malaysian Open y anteriormente como el Malaysian Tennis Classic) es un torneo de tenis del circuito de la WTA que se juega a finales del mes de febrero en Kuala Lumpur, la capital de Malasia. Es un torneo dentro de la categoría International dentro del calendario de la WTA. El evento se realiza en el Kuala Lumpur Golf & Country Club en cancha dura al aire libre. Desde 2011 el evento cuenta con el patrocinio de BMW.

## Resultados

### Individual femenino
| Año  | Campeona           | Finalista             | Resultado           |
| ---- | ------------------ | --------------------- | ------------------- |
| 2010 | Alisa Kleybanova   | Yelena Dementieva     | 6-3, 6-2            |
| 2011 | Jelena Dokić       | Lucie Šafářová        | 2-6, 7-6(9), 6-4    |
| 2012 | Su-Wei Hsieh       | Petra Martić          | 2-6, 7-5, 4-1, ret. |
| 2013 | Karolína Plíšková  | Bethanie Mattek-Sands | 1-6, 7-5, 6-3       |
| 2014 | Donna Vekić        | Dominika Cibulková    | 5-7, 7-5, 7-6(4)    |
| 2015 | Caroline Wozniacki | Alexandra Dulgheru    | 4-6, 6-2, 6-1       |
| 2016 | Elina Svitólina    | Eugénie Bouchard      | 6-7(5), 6-4, 7-5    |
| 2017 | Ashleigh Barty     | Nao Hibino            | 6-3, 6-2            |

### Dobles femenino
| Año  | Campeonas                             | Finalistas                            | Resultado               |
| ---- | ------------------------------------- | ------------------------------------- | ----------------------- |
| 2010 | Yung-Jan Chan Jie Zheng               | Anastasia Rodionova Arina Rodionova   | 6-7(4), 6-2, [10-7]     |
| 2011 | Dinara Sáfina Galina Voskoboeva       | Noppawan Lertcheewakarn Jessica Moore | 7-5, 2-6, [10-5]        |
| 2012 | Kai-Chen Chang Chia-Jung Chuang       | Hao-Ching Chan Rika Fujiwara          | 7-5, 6-4                |
| 2013 | Shuko Aoyama Kai-Chen Chang           | Janette Husárová Shuai Zhang          | 6-7(4), 7-6(4), [12-10] |
| 2014 | Tímea Babos Hao-Ching Chan            | Yung-Jan Chan Saisai Zheng            | 6-3, 6-4                |
| 2015 | Chen Liang Yafan Wang                 | Yuliya Beygelzimer Olga Savchuk       | 4-6, 6-3, [10-4]        |
| 2016 | Varatchaya Wongteanchai Zhaoxuan Yang | Chen Liang Yafan Wang                 | 4-6, 6-4, [10-7]        |
| 2017 | Ashleigh Barty Casey Dellacqua        | Nicole Melichar Makoto Ninomiya       | 7-6(5), 6-3             |